# NGC 7834
NGC 7834 (другие обозначения — PGC 504, UGC 49, MCG 1-1-30, ZWG 408.30, KUG 0004+080) — спиральная галактика (Sc) в созвездии Рыбы. Находится на расстоянии около 239 миллионов световых лет от Млечного Пути, обладает диаметром около 75 тысяч световых лет. Галактика расположена в той же области неба, что и галактики NGC 7835, NGC 7837, NGC 7838, NGC 7840.
Галактику 29 ноября 1864 года открыл Альберт Март.
Этот объект входит в число перечисленных в оригинальной редакции «Нового общего каталога».